# دهستان شوراب (دوره)
شوراب، دهستانی از توابع بخش ویسیان شهرستان چگنی در استان لرستان ایران است.

## جمعیت
براساس سرشماری سال ۱۳۸۵ جمعیت آن ۵٬۰۸۱ نفر (۱٬۱۶۰ خانوار) بوده‌است.